# Karl Stegger
Karl Stegger, eigentlich Carl Johan Stegger Sørensen, (* 11. Januar 1913 in Aarhus; † 13. April 1980 in Frederiksberg)  war ein dänischer Schauspieler.

## Werdegang
Karl Stegger war der Sohn von Marie Stegger-Sørensen (1888–1923), die ihn alleine aufzog. Seinen Vater, ein aus Norwegen stammender Seemann, hatte er nie kennengelernt. Seit der Jugend verdiente er sich seinen Lebensunterhalt in den verschiedensten Berufen, so als Fabrikarbeiter, Obsthändler, Chauffeur oder Gärtner. Im Jahr 1944 entschied er sich für eine Laufbahn als Schauspieler und wurde an der Schauspielschule des Aarhus Teater aufgenommen. Ab 1951 wirkte er in Kopenhagen und bald auf Bühnen in ganz Dänemark.
Sein Leinwanddebüt gab Stegger 1950 im Film Smedestræde 4. Im Jahr 1955 übernahm er die Titelrolle in der Filmreihe Far til fire, nachdem der bisherige Hauptdarsteller Ib Schønberg schwer erkrankte und bald darauf starb.
Stegger war im Laufe seiner Karriere in 157 Film-und-Fernsehproduktionen zu sehen. Stegger ist damit nach Ove Sprogøe der dänische Schauspieler mit der umfangreichsten Filmografie. Er spielte zumeist Nebenrollen, oft in Komödien. So war er auch in sieben Filmen der Olsenbande zu sehen, unter anderem als findiger Schrotthändler Mads Madsen in Die Olsenbande fährt nach Jütland (1971). Für seinen Auftritt in Ballade på Christianshavn wurde er 1971 mit der Bodil als Bester Nebendarsteller ausgezeichnet.
Karl Stegger war ab dem 14. Mai 1938 mit Frederikke Elisabeth Hansen (1915–?) verheiratet. Beide hatten eine Tochter, Ritha (* 1932). Er starb am 13. April 1980 im Alter von 67 Jahren an den Folgen einer Lungenentzündung. Seine Grabstätte befindet sich auf dem Søndermark-Friedhof in Frederiksberg.
Die Schauspielerin Lise Stegger ist seine Cousine 2. Grades.

## Filmografie (Auswahl)
- 1950: Smedestræde 4
- 1951: Vejrhanen
- 1952: 2 Minutter For Sent
- 1953: Adam og Eva
- 1954: Arvingen
- 1954: Kongeligt besøg
- 1955: Vater hoch vier
- 1955: Far til fire på landet
- 1956: Far til fire i byen
- 1957: Far til fire og onkel Sofus
- 1957: Sei lieb zu mir (Ingen tid til kærtegn)
- 1958: Far til fire og ulveungerne
- 1958: Goldene Berge (Guld og grønne skove)
- 1959: Einesteils der Liebe wegen (Poeten og Lillemor)
- 1959: Pao aus dem Dschungel (Paw)
- 1959: Far til fire på Bornholm
- 1960: Einesteils der Liebe wegen – 2. Teil (Poeten og Lillemor og Lotte)
- 1960: Baronesse (Baronessen fra benzintanken)
- 1961: Far til fire med fuld musik
- 1961: Poeten og Lillemor i forårshumør
- 1961: Cirkus Buster
- 1962: Das tosende Paradies (Det tossede paradis)
- 1962: Feine Leute, so wie wir (Den kære familie)
- 1962: Duellen
- 1963: April
- 1963: Bussen
- 1963: Die Hexe und der Zauberer (dänischer Synchron)[3]
- 1964: Tod bei Tisch (Døden kommer til middag)
- 1964: Sommer i Tyrol
- 1964: Blindgänger vom Dienst (Majorens oppasser)
- 1965: 39 Seemänner und ein Mädchen (Een pige og 39 sømænd)
- 1965: Pack den Playboy in den Schrank (Pigen og millionæren)
- 1965: Die Flottenpflaume (Flådens friske fyre)
- 1965: Kaliber 7,65 – Diebesgrüße aus Kopenhagen (auch: Hau ihn zuerst, Freddy!) (Slå først, Frede)
- 1966: Kleine Sünder – große Sünder (Min søsters børn)
- 1966: Zieh’ dich an, Komtesse (Pigen og greven)
- 1966: Gift
- 1967: Sünder überall (Min søsters børn på bryllupsrejse)
- 1967: Martha
- 1967: Vergiß nicht, deine Frau zu küssen (Elsk din næste)
- 1968: Min søsters børn vælter byen
- 1968: Mißbraucht (Jeg, en kvinda II)
- 1969: Die Olsenbande in der Klemme (Olsen-banden på spanden)
- 1969: De fem og spionerne
- 1969: Komteß Elsa – Das Loch im goldenen Käfig (Der kom en soldat)
- 1970–1977: Oh, diese Mieter (Fernsehserie, 6 Folgen)
- 1970: Amour
- 1970: Vier tolle Jungs der Prärie (Præriens skrappe drenge)
- 1971: Min søsters børn når de er værst
- 1971: Mutti, Mutti, er hat doch gebohrt (Tandlæge på sengekanten)
- 1971: Den forsvundne fuldmægtig
- 1971: Ballade på Christianshavn
- 1971: Die Olsenbande fährt nach Jütland (Olsen-banden i Jylland)
- 1972: Die Olsenbande und ihr großer Coup (Olsen-bandens store kup)
- 1972: Studentenfutter – Nicht nur Studenten naschen gern
- 1972: Præsten i Vejlby
- 1973: Mig og Mafiaen
- 1973: Faetrene pa Torndal
- 1974: Graf Bobby und seine Nichten (I Tyrens tegn)
- 1974: Der (voraussichtlich) letzte Streich der Olsenbande (Olsen-bandens sidste bedrifter)
- 1975: Familien Gyldenkål
- 1976: Affæren i Mølleby
- 1976: Den korte sommer
- 1976: Deine Frau betrügt uns (Hopla på sengekanten)
- 1976: Die Reitschule der Madame O (I Løvens tegn)
- 1976: Die Olsenbande sieht rot (Olsen-banden ser rødt)
- 1977: Affaeren i Mølleby
- 1977: Familien Gyldenkål vinder valget
- 1977: Madame O und ihre ganz teuren Mädchen (Agent 69 Jensen i Skorpionens tegn)
- 1978: Agent 69 (Agent 69 Jensen i Skyttens tegn)
- 1977: Die Olsenbande schlägt wieder zu (Olsen-banden deruda’)
- 1978: Die Olsenbande steigt aufs Dach (Olsen-banden går i krig)
- 1978: Olsenbanden og Data-Harry sprenger verdensbanken
- 1978–1981: Die Leute von Korsbaek (Fernsehserie, 10 Folgen)
- 1979: Johnny Larsen
- 1979: Drømme støjer, ikke nar de dør
- 1980: Der kleine Virgil und Orla, der Froschschnapper (Lille Virgil og Orla Frøsnapper)
- 1980: Trællenes børn